# Watumbelar
Watumbelar is een bestuurslaag in het regentschap Oost-Soemba van de provincie Oost-Nusa Tenggara, Indonesië. Watumbelar telt 695 inwoners (volkstelling 2010).